# دومنیک کوتر

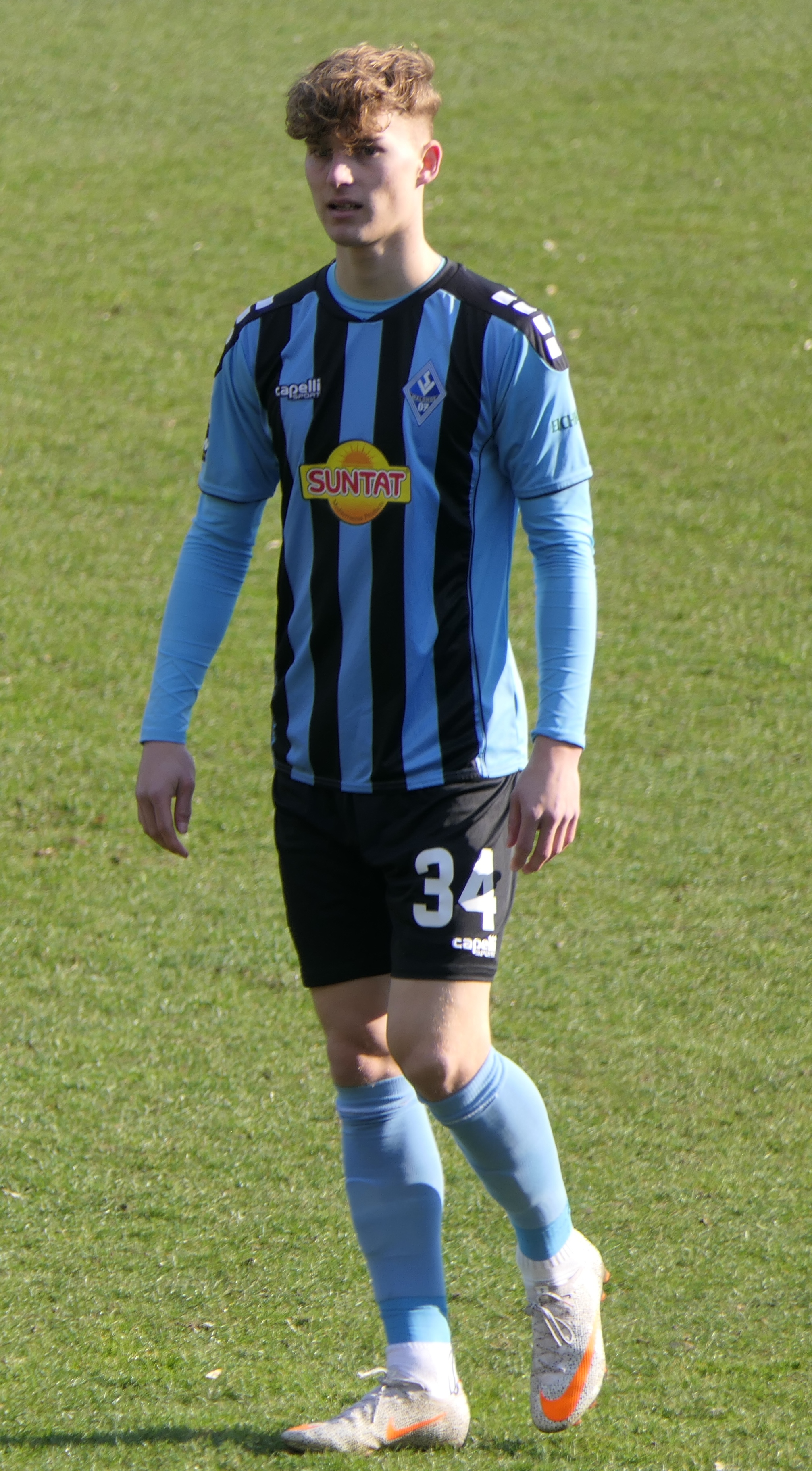
دومنیک کوتر - ۲۰۲۲

دومنیک کوتر (زاده ۱۶ مارس ۲۰۰۰) یک بازیکن فوتبال آلمانی است که به عنوان مهاجم در بوندس‌لیگا ۲ و باشگاه کارلسروهه بازی می‌کند.

## دوران باشگاهی
کوتر اولین بازی حرفه‌ای خود را برای باشگاه کارلسروهه در بوندس‌لیگا ۲ انجام داد. او در ۱۴ دسامبر ۲۰۱۹، به عنوان بازیکن تعویضی در دقیقه ۸۹ جایگزین مارک لورنتس در بازی خانگی مقابل گروتر فورث شد که با باخت ۱–۵ به پایان رسید.